# Christus-Kirche (Völlenerkönigsfehn)

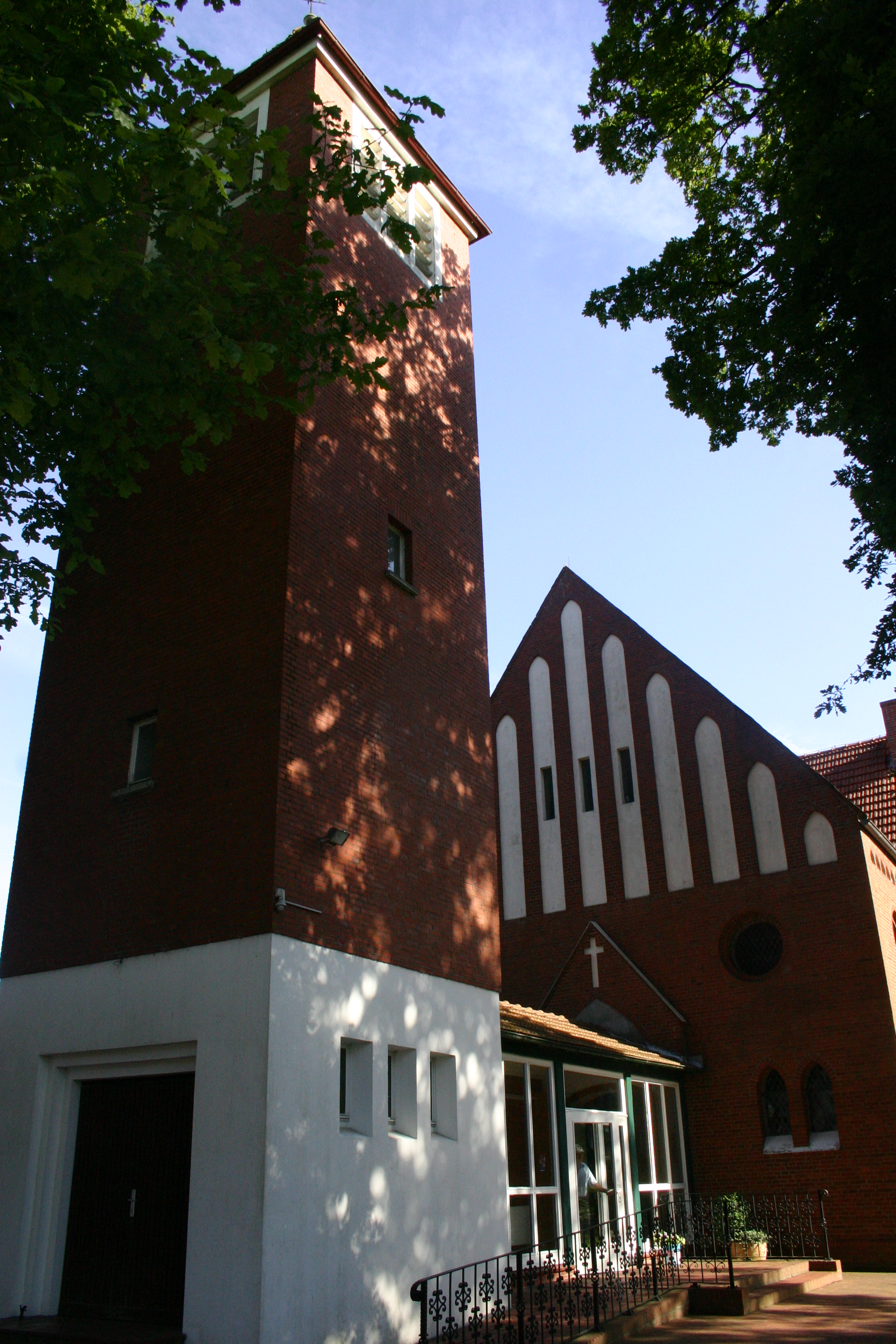
Christus-Kirche.

Die lutherische Christus-Kirche in Völlenerkönigsfehn, Gemeinde Westoverledingen (Ostfriesland), wurde 1907 errichtet.

## Geschichte und Baubeschreibung
Völlenerkönigsfehn entstand nach Völlenerfehn um 1800. Seinen Namen erhielt der Ort dadurch, dass die Besiedelung auf dem der Krone gehörigen Moor stattfand. Das Dorf ist eine im Wesentlichen im 19. Jahrhundert besiedelte Moorkolonie, die in kirchlicher Hinsicht Völlen zugeordnet war.
Im Jahre 1905 entstand eine eigenständige Tochtergemeinde in Völlenerkönigsfehn. Zwei Jahre später wurde die Christus-Kirche mit angeschlossenem Pfarrhaus errichtet. Im Jahre 1952 ließ die Gemeinde das Gotteshaus umfassend renovieren und umgestalten. Dabei erhielt das Bauwerk eine Apsis mit einem Fensterbild des auferstandenen Christus und die Balkendecke wurde mit zentralen Bibelversen ausgeschmückt.

## Baubeschreibung und Ausstattung

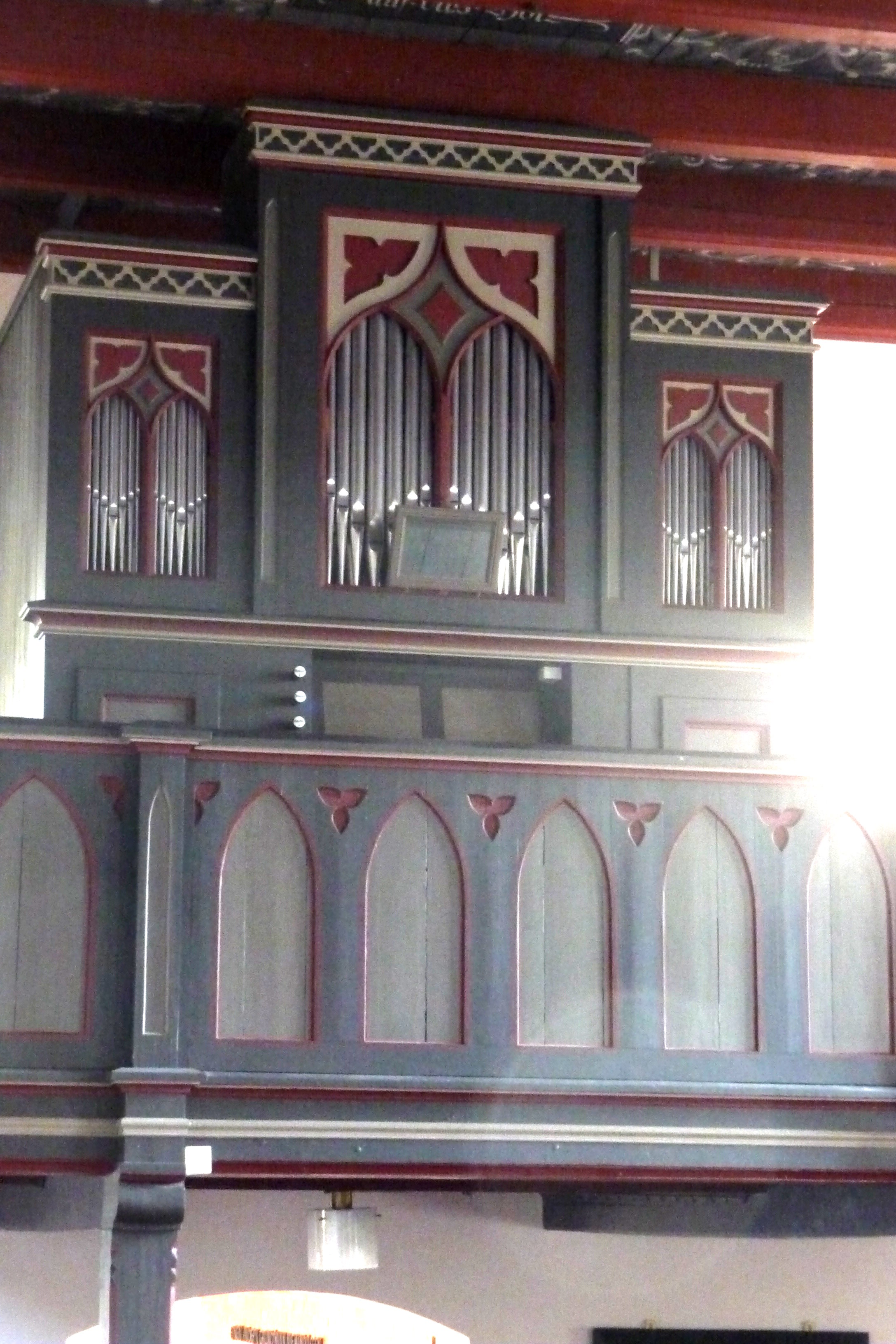
Führer-Orgel hinter historischem Prospekt

Die Kirche ist eine rechteckige Saalkirche, die Stilelemente des Historismus aufweist. Der quadratisch aufgeführte Glockenturm wird mit einem Pyramidendach abgeschlossen und ist durch eine Eingangshalle mit dem Kirchenschiff verbunden. Die südliche Giebelseite der Kirche ist mit elf schlanken weißen Blendnischen verziert, die zur Mitte aufsteigen und das ganze Giebeldreieck ausfüllen. Aufgrund des unmittelbar an der Ostseite angebauten Pfarrhauses, in das ein rundbogiger Durchgang führt, ist diese Seite der Kirche fensterlos. In der Westwand sind unten kleine Rundfenster und darüber paarweise Spitzbogenfenster angebracht.
In den Innenraum ist eine flache Holzbalkendecke eingezogen. Das schlichte Kirchengestühl lässt einen Mittelgang frei, der auf den um eine Stufe erhöhten Altarbereich führt. Ein spitzbogiger Triumphbogen gewährt den Blick auf die Mensa, die durch Spitzbogennischen verziert wird, und das Rundfenster der Apsis mit Buntglas in der ansonsten fensterlosen Nordseite. Auf der rechten Seite steht die hölzerne oktogonale Kanzel auf einem kleinen Fuß. Sie ist mit Beschlagwerk und Profilen versehen und wird über eine Kanzeltreppe betreten.
Die Orgel wurde in den Jahren 1987 bis 1989 in das Gehäuse der Vorgängerorgel von 1907 (Furtwängler & Hammer) eingebaut. Sie ist ein Werk der Orgelbauwerkstatt Alfred Führer aus Wilhelmshaven und verfügt über sechs Register auf einem Manual und Pedal.